# Spätmoderne
Spätmoderne ist ein Epochenbegriff zur Charakterisierung der aktuellen gesellschaftlichen Lebensbedingungen und -verhältnisse. Im Gegensatz zum Begriff Postmoderne wird davon ausgegangen, dass die Gegenwart als eine Konsequenz der Moderne zu verstehen ist. Bekanntester soziologischer Vertreter dieser Auffassung ist Anthony Giddens. Spätmoderne Gesellschaften, so Giddens, sind geprägt von der Erweiterung und Entwicklung der gleichen sozialen Kräfte, die frühere Formen des modernen gesellschaftlichen Lebens strukturiert haben. Es sei aber ein Verlust von traditionellen Bindungen festzustellen, wodurch der Einzelne (und nicht mehr die Allgemeinheit) zum neuen Zentrum von Handlungsfähigkeit und Verantwortung werde. Diese Entwicklung führt laut Andreas Reckwitz zu einer „singularisierten Lebensführung“, die ein Streben nach Einzigartigkeit, nach außerordentlichen Leistungen beinhalte. Doch nicht nur Individuen, sondern ganze soziale Klassen und Milieus, Communities und Städte, Kollektive und Nationen stünden unter dem Zwang, sich in der Spätmoderne als etwas „Besonderes“ zu präsentieren.